# Holland Sport in het seizoen 1967/68
Het seizoen 1967/1968 was het 14e jaar in het bestaan van de Haagse betaaldvoetbalclub Holland Sport. De club kwam uit in de Eerste divisie en eindigde daarin op de eerste plaats, dit betekende dat de club rechtstreeks promoveerde naar de Eredivisie. Tevens deed de club mee aan het toernooi om de KNVB beker, hierin werd het team in de groepsfase uitgeschakeld.

## Wedstrijdstatistieken

### Eerste divisie
|       | AZ '67 | Blauw-Wit | FC Den Bosch '67 | SC Cambuur | D.F.C. | Eindhoven | Elinkwijk | Haarlem | Heracles | HVC   | RBC   | RCH   | SVV   | Velox | Vitesse | De Volewijckers | FC VVV | Willem II |
| ----- | ------ | --------- | ---------------- | ---------- | ------ | --------- | --------- | ------- | -------- | ----- | ----- | ----- | ----- | ----- | ------- | --------------- | ------ | --------- |
| Thuis | 0 – 2  | 1 – 1     | 2 – 0            | 1 – 1      | 4 – 1  | 1 – 0     | 2 – 1     | 1 – 0   | 4 – 2    | 3 – 3 | 3 – 2 | 1 – 0 | 5 – 1 | 4 – 0 | 1 – 1   | 2 – 1           | 6 – 1  | 3 – 1     |
| Uit   | 2 – 1  | 1 – 0     | 1 – 0            | 1 – 1      | 0 – 3  | 2 – 5     | 1 – 0     | 0 – 2   | 0 – 1    | 0 – 0 | 0 – 2 | 0 – 2 | 0 – 3 | 1 – 3 | 1 – 0   | 1 – 2           | 0 – 0  | 1 – 3     |

### KNVB beker
| Groepsfase                                       | Holland Sport                                     | 2 – 0 (2 – 0) | Fortuna             |
| 31 december 1967 Plaats: Den Haag Houtrust       | Sjaak Roggeveen 16', –'                           |               |                     |
| Groepsfase                                       | ADO                                               | 3 – 1 (2 – 0) | Holland Sport       |
| 10 maart 1968 Plaats: Den Haag Zuiderparkstadion | Dick Advocaat 2' Kees Aarts 35' Henk Houwaart 83' |               | 52' Sjaak Roggeveen |
| Groepsfase                                       | Holland Sport                                     | 0 – 0         | Xerxes/DHC '66      |
| 24 maart 1968 Plaats: Den Haag Houtrust          |                                                   |               |                     |

## Statistieken Holland Sport 1967/1968

### Eindstand Holland Sport in de Nederlandse Eerste divisie 1967 / 1968
| Stand | Gespeeld | Gewonnen | Gelijk | Verloren | Punten | Doelpunten voor | Doelpunten tegen |
| ----- | -------- | -------- | ------ | -------- | ------ | --------------- | ---------------- |
| 1e    | 36       | 23       | 7      | 6        | 53     | 72              | 30               |

### Topscorers
| #      | Naam               | Goal |
| ------ | ------------------ | ---- |
| 1.     | Sjaak Roggeveen    | 32   |
| 2.     | Valjko Aleksić     | 11   |
| 3.     | Theo Zuijderwijk   | 9    |
| 4.     | Branimir Vratnjan  | 5    |
| 5.     | Siem Bolleboom     | 4    |
| 6.     | Arie Don           | 3    |
| 6.     | Theo Verlangen     | 3    |
| 8.     | Robbie van der Bol | 2    |
| 9.     | Henny den Engelse  | 1    |
| 9.     | Martin Kloor       | 1    |
| 9.     | Martin van Vianen  | 1    |
| Totaal | Totaal             | 72   |

| #      | Naam            | Goal |
| ------ | --------------- | ---- |
| 1.     | Sjaak Roggeveen | 3    |
| Totaal | Totaal          | 3    |

## Voetnoten
AZ '67 ·
Blauw-Wit ·
Cambuur ·
FC Den Bosch '67 ·
D.F.C. ·
Elinkwijk ·
Eindhoven ·
Haarlem ·
Heracles ·
Holland Sport ·
HVC ·
RBC ·
RCH ·
SVV ·
Velox ·
Vitesse ·
De Volewijckers ·
FC VVV ·
Willem II